# اچ‌ام‌اس فیوری (۱۸۱۴)
اچ‌ام‌اس فیوری (۱۸۱۴) (به انگلیسی: HMS Fury (1814)) یک کشتی به طول ۱۰۵ فوت (۳۲٫۰ متر) بود. این کشتی در سال ۱۸۱۴ ساخته شد.